# Golfbaan Landgoed Bleijenbeek
Golfbaan Landgoed Bleijenbeek in Afferden (Noord Limburg) is een van de nieuwste golfbanen in Nederland.
De 18-holes golfbaan, ontworpen door Roel van Aalderen en Gerard Jol, werd in 2005 geopend.
Het terrein is van nature geonduleerd en ligt naast natuurgebied de Maasduinen. Behalve de Championship Course zijn er negen oefenholes (par 3 en 4) en een 9-holes Pitch & Putt baan.